# سان خوآن موپوموسنو (بولیوار)
سان خوآن موپوموسنو (بولیوار) (به اسپانیایی: San Juan Nepomuceno, Bolívar) یک سکونتگاه مسکونی در کلمبیا است که در بخش بولیوار، کلمبیا واقع شده‌است.